# Swedeman Extreme Triathlon

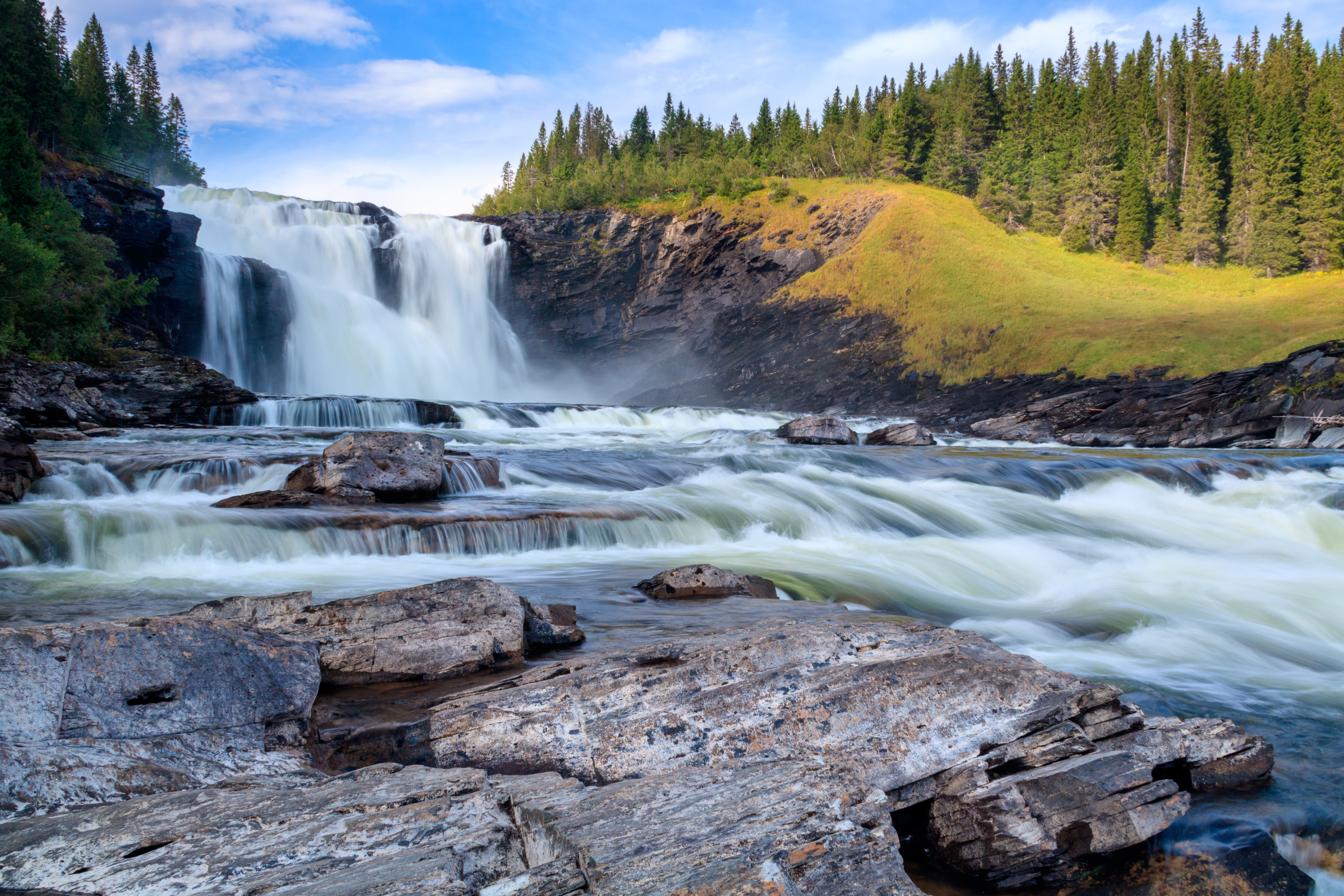
Tännforsen

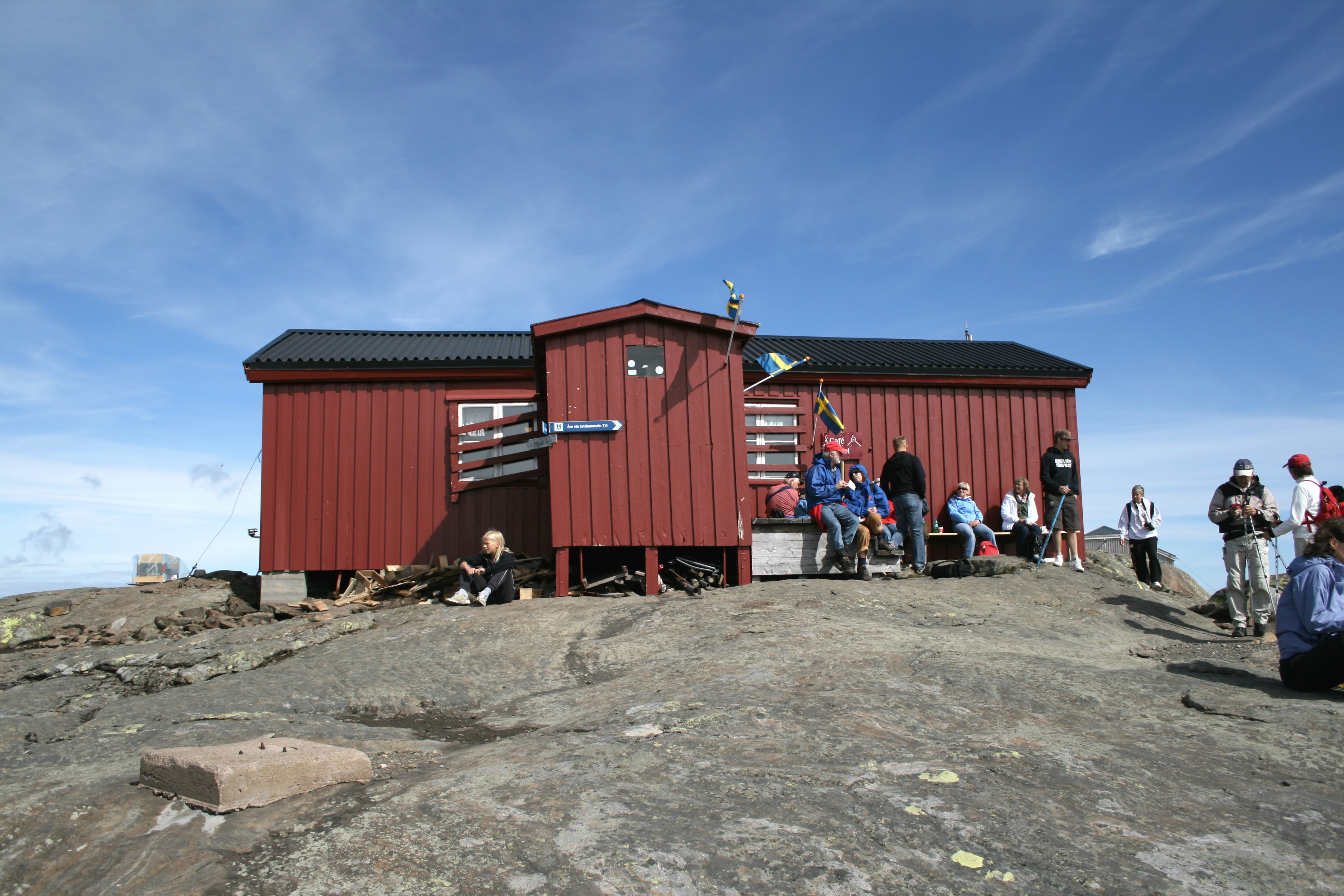
Toppstugan på Åreskutan, 1.420 meter över havet

Swedeman Xtreme Triathlon är ett svenskt triathlonlopp i Jämtland. Det arrangerades första gången 2017 och går årligen i juni månad. Det är ett extremtriathlon, som inspirerats av Norseman Xtreme Triathlon, vilket arrangerades första gången 2003.
Simetappen i Öster-Noren slutar i Tännforsen i Jämtland. Vattentemperaturen ligger där vid den aktuella årstiden i juni på omkring 12 grader Celsius. Cykeletappen utgår från Tännforsen och är på 200 kilometer. Den avslutande maratonetappen går från Åre Björnen över Toppstugan på Åreskutan och avslutas på Åre torg.
Bland deltagare märks Jenny Nilsson (etta 2022) och Erik Olsson, (etta 2024)